# FixFox
FixFox je česká videohra vydaná 31. března 2022. Stojí za ní vývojář Jaroslav Meloun (Rendlike), který hru původně vytvářel pod názvem SPACR.

## Hratelnost
Hra v sobě mísí několik žánrů, ale většinou bývá popisována jako mix adventury a logické hry. Hra je zasazená v otevřeném světě. Ve hře je absence jakéhokoliv násilí.

## Příběh
Hlavní postavou je liščí mechanička Vix, která ztroskotá na planetě Karamel, kde jsou zakázány veškeré technické nástroje. Vix a její společník Tin se musejí vydat na průzkum planety a pomáhat místním domácím spotřebičům, z nichž si tak dělá přátele. Musí k tomu využít různé nestandardní improvizované nástroje.